# Kočevski zbor
Zbor odposlancev slovenskega naroda ali na kratko Kočevski zbor je potekal v Kočevju v tamkajšnjem Sokolskem (danes Šeškovem) domu od 1. do 3. oktobra 1943, kmalu po septembrski kapitulaciji fašistične Italije. Pod geslom »Narod si bo pisal sodbo sam«, iz Cankarjevega dela Hlapci, se je zbralo 572 neposredno izvoljenih in 78 delegiranih predstavnikov Osvobodilne fronte.

## Namen zborovanja in volitve
Izvršni odbor OF (IO OF) je želel izvesti zbor odposlancev na osvobojenem ozemlju že leta 1942, a mu je načrte prekrižala italijanska ofenziva na Dolenskem in Notranjskem.[i]
Takoj po kapitulaciji fašistične Italije 11. septembra 1943, so v  Izvršnem odboru OF sklenili pripraviti širši zbor odposlancev, ki bi jih od 20. do 25. septembra volili na splošnih volitvah na terenu, v podjetjih in v vojski (na terenu naj bi na vsakih 500 prebivalcev izvolili 1 poslanca, v vsakemu bataljonu pa po 2, izvolili naj bi jih v ustanovah Narodnoosvobodilne vojske – NOV).1 Volitve so bile javne, volilno pravico so imele tudi ženske in vojaki.
Volitve, na katerih so izvolili 688 odposlancev, so potekale v 8 okrožjih Dolenjske in Notranjske ter v vojski.1 Na Primorskem jih je 25. septembra 1943 ustavila nemška ofenziva.

## Zbor

### Udeleženci
Zbora se je v takratnem Sokolskem domu v Kočevju udeležilo 572 izvoljenih in 78 delegiranih odposlancev.1 Poleg njih so bili na zboru tudi delegacije iz Ljubljane, Gorenjske, Štajerske in južne Primorske, vidnejši funkcionarji Narodnoosvobodilne borbe (NOB) in gostje, člani delegacij Avnoja (Antifašistični svet narodne osvoboditve Jugoslavije), ZAVNOH-a (Zemaljsko antifašističko vijeće narodnog oslobođenja Hrvatske), KPJ (Komunistične partije Jugoslavije) in KP Hrvatske ter vodja britanske vojaške misije, major William M. Jones.

### Potek
V noči na 2. oktober so na prvi seji izvolili delovna telesa, poslušali pozdravne nagovore gostov in gledali kulturni program.
Na 2. delovni seji (noč na 3. oktober) so poslušali pozdrave predstavnikov NOB iz nekaterih slovenskih pokrajin in poročili članov IO OF Borisa Kidriča in Edvarda Kardelja.1 Kidrič je poročal o nastanku OF z razčlenitvijo na posamezna obdobja njenega razvoja.1 Za najpomembnejši uspeh dveletnega NOB je označil Narodnoosvobodilno vojsko Slovenije in Osvobodilno fronto slovenskega naroda.1 Kardelj je označil tri značilnosti NOB: pripravljenost slovenskega ljudstva za boj, obstoj zavestnih subjektivnih sil za organiziranje in vodenje NOB ter pravilno osnovno načelo pri njegovem usmerjanju.1 Nato je govoril o programu OF in njegovih najpomembnejših dosežkih ter nalogah: mobilizacija v NOV, krepitev OF in ljudske oblasti, sistematična organizacija narodnega gospodarstva in pomoč območjem, na katerih se NOB še ni mogel z lastnimi močmi popolnoma razviti.1 Zbor je označil za enega najpomembnejših mejnikov NOB, ker potrjuje pravilnost dotedanjega boja in predstavlja temelje za svobodno in demokratično prihodnost slovenskega naroda.1 Po teh poročilih je razpravljalo 31 poslancev; obsojali so jugoslovansko begunsko vlado, zahtevali večjo zavezniško gmotno pomoč, odprtje druge fronte v Evropi, kazen za narodne izdajalce.
Na 3. (delovni) seji, v noči na 4. oktober, so odposlanci najprej sprejeli sklep o splošni mobilizaciji vseh ljudskih sil in gmotnih sredstev slovenskega naroda.1 Nato so poslušali poročili članov IO OF Zorana Poliča in Marjana Breclja.1 Polič je prikazal razvoj ljudske oblasti, njenih organov in dejavnosti, navedel smernice za njihovo delovanje ter naštel nekaj njenih najpomembnejših nalog.1 Brecelj je najprej prikazal dotedanja gospodarska prizadevanja OF, poudaril zasluge OF za ohranitev narodnega gospodarstva in očrtal gospodarske, finančne in prehranske razmere na partizanskem svobodnem ozemlju.1 V razpravi po poročilih je 13 odposlancev obravnavalo tekoča upravna in gospodarska vprašanja.
Po pojasnilih Borisa Kidriča in Josipa Rusa o vrhovnem organu OF in načinu njegove izvolitve oblasti na Slovenskem so odposlanci z javnim glasovanjem izvolili 120-članski Plenum  ali Slovenski narodnoosvobodilno odbor (SNOO), potrdili IO OF ali Predsedstvo SNOO v njegovi dotedanji 10-članski sestavi in izvolili 40-člansko delegacijo za novembrsko II. zasedanje Avnoja v bosanskem Jajcu (2 delegata je nato določil IO OF).
Proti koncu seje si sprejeli razglas odbora s trditvijo, da je slovenski narod s tem »vstopil v krog suverenih narodov«, s potrditvijo vstopa IO OF v Avnoj (januar 1943) in napovedjo neizprosnega boja proti nemškemu okupatorju.1 Sprejeli so tudi resolucijo z ugotovitvijo zaslug OF, obsodbo »bele in plave garde«, potrditvijo dotedanjih ukrepov IO OF, izrazom hvaležnosti ruskemu narodu in zahtevo po odprtju 2. fronte.
Po sklepnih govorih Ivana Ribarja in Josipa Vidmarja ter uprizoritvi drame Mileta Klopčiča Mati je zbor 4. oktobra končal z delom.

## Pomen
Zbor slovenskega naroda je bil največje politično zborovanje med 2. svetovno vojno in s svojim bolj deklarativnim kot konstitutivnim značajem pomemben mejnik v razvoju NOB na Slovenskem.1 Nekateri zgodovinarji imajo Kočevski zbor za prvi izvoljeni parlament v slovenski zgodovini in temelj slovenske državnosti. Zgoraj omenjeno Cankarjevo geslo je tudi na steni parlamentarne dvorane slovenske skupščine, čeprav je bilo med prenovo leta 2001 delno poškodovano.